# Блен (Атлантическая Луара)
Блен (фр. Blain) — коммуна на западе Франции, находится в регионе Пеи-де-ла-Луар, департамент Атлантическая Луара, округ Шатобриан-Ансени, центр кантона Блен. Расположена в 32 км к северу от Нанта и в 75 км к югу от Ренна, на берегу реки Исак, являющейся частью канала Нант — Брест. Через территорию коммуны проходит национальная автомагистраль N171.
Население (2017) — 9 793 человека.

## История
Блен — древний город, существовавший с галло-римского периода и известный многочисленными археологическими находками, найденными во время раскопок. Большинство найденных экспонатов можно увидеть в музее коммуны. Расположенный между Нантом и Ренном, посреди территории кельтского племени намнетов, Блен был подходящим местом для создания военного поста в завоёванной земле, и римляне не преминули использовать его для этой цели. Позже франки тоже поняли важность этого стратегического положения. Они построили укрепление на берегу реки Исак, возможно, в месте расположения поселения намнетов.  Это укрепление, известное в истории как Каструм-Баблени (Castrum-Bableni), было, как и все другие укрепления того времени, довольно простым сооружением: два ряда широких и глубоких рвов, заканчивающихся на подковообразной реке; в этих рвах приподнятая земля с выемками, посередине огромный бугор с частоколом и деревянным донжоном. Его не раз разрушали и восстанавливали с учётом развития навыков строительства фортов.
Блен был местом нескольких сражений, оставивших след в истории. В 843 году в ходе сражения при Блене, одного из эпизодов франкско-бретонской войны  841-851 годов, бретонцы под командованием Эриспоэ, сына правителя Бретани Номиноэ, и будущего графа Нанта Ламберта II разгромили войско западных франков во главе с графом Нанта Рено Эрбожским.
В 1108 году Блен захватил герцог Бретани Ален IV Фержан, построивший на месте франкского каструма мощный средневековый замок. 
С XV века Бленом владела ветвь семейства Роган, в XVII веке перешедшая в протестантизм. Благодаря этому здесь была построена протестантская церковь (снесена в 1665 году) и имелось значительное число прихожан-гугенотов. 

## Достопримечательности
- Шато Блен (Шато Груле) XIII-XVI веков
- Церковь Святых Эмилия и Лаврентия XIX века
- Часовня Пон-Пьетен
- Часовня Сен-Рош XV века
- Лес Груле на южном берегу реки Исак
- Музей искусств и народных ремёсел

## Экономика
Структура занятости населения:
- сельское хозяйство — 5,5 %
- промышленность — 3,4 %
- строительство — 5,6 %
- торговля, транспорт и сфера услуг — 30,9 %
- государственные и муниципальные службы — 54,5 %

Уровень безработицы (2016 год) — 10,9 % (Франция в целом — 14,1 %, департамент Атлантическая Луара — 11,9 %). 

Среднегодовой доход на 1 человека, евро (2016 год) — 20 137 (Франция в целом — 20 809, департамент Атлантическая Луара — 21 548).

## Демография
Динамика численности населения, чел.

## Администрация
Пост мэра Блена с 2014 года занимает Жан-Мишель Бюф (Jean-Michel Buf). На муниципальных выборах 2020 года возглавляемый им центристский блок одержал победу во 2-м туре, получив 41,85  голосов (из трех блоков).
| Период | Период | Фамилия        | Партия                  | Примечания                                                 |
| ------ | ------ | -------------- | ----------------------- | ---------------------------------------------------------- |
| 1977   | 1995   | Марсель Бюссон | Разные правые           |                                                            |
| 1995   | 2008   | Жиль Эртен     | Разные правые           | дантист, член Генерального совета департамента             |
| 2008   | 2014   | Даниэль Леру   | Социалистическая партия | учитель                                                    |
| 2014   |        | Жан-Мишель Бюф | Разные правые           | банкир, вице-президент Регионального совета Пеи-де-ла-Луар |

## Города-побратимы
- Ройял Вуттон Бассет, Великобритания
- Ольденбург-ин-Хольштайн, Германия
- Алкотин, Португалия
- Ребришоара, Румыния

## Знаменитые уроженцы
- Анри де Роган (1579-1638), первый герцог Роган, возглавлявший французских протестантов (гугенотов) при Людовике XIII
- Жан Альбер Горен (1899-1981), художник-абстракционист

## Галерея

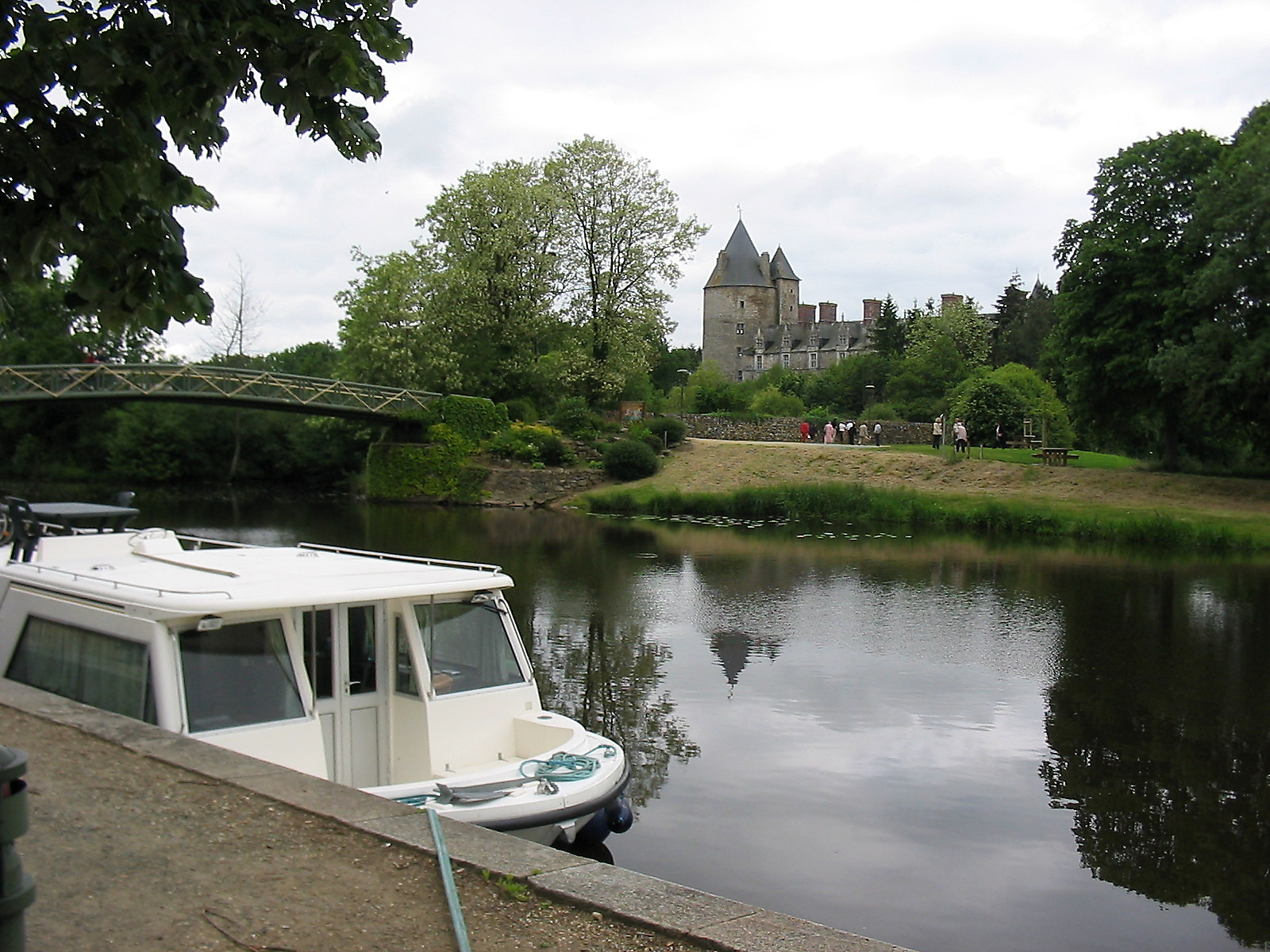
Берег реки Исак с видом на шато
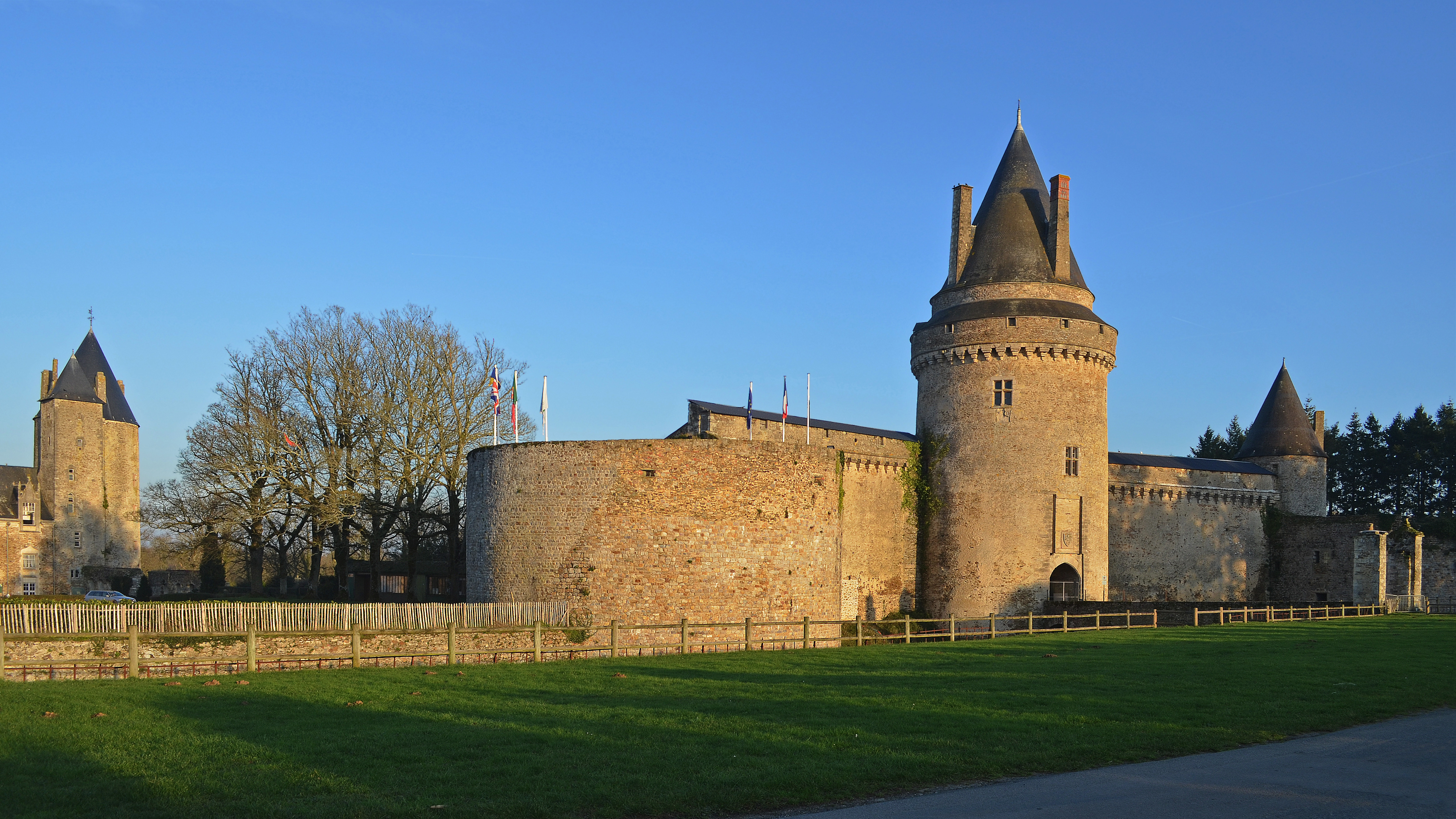
Шато Блен
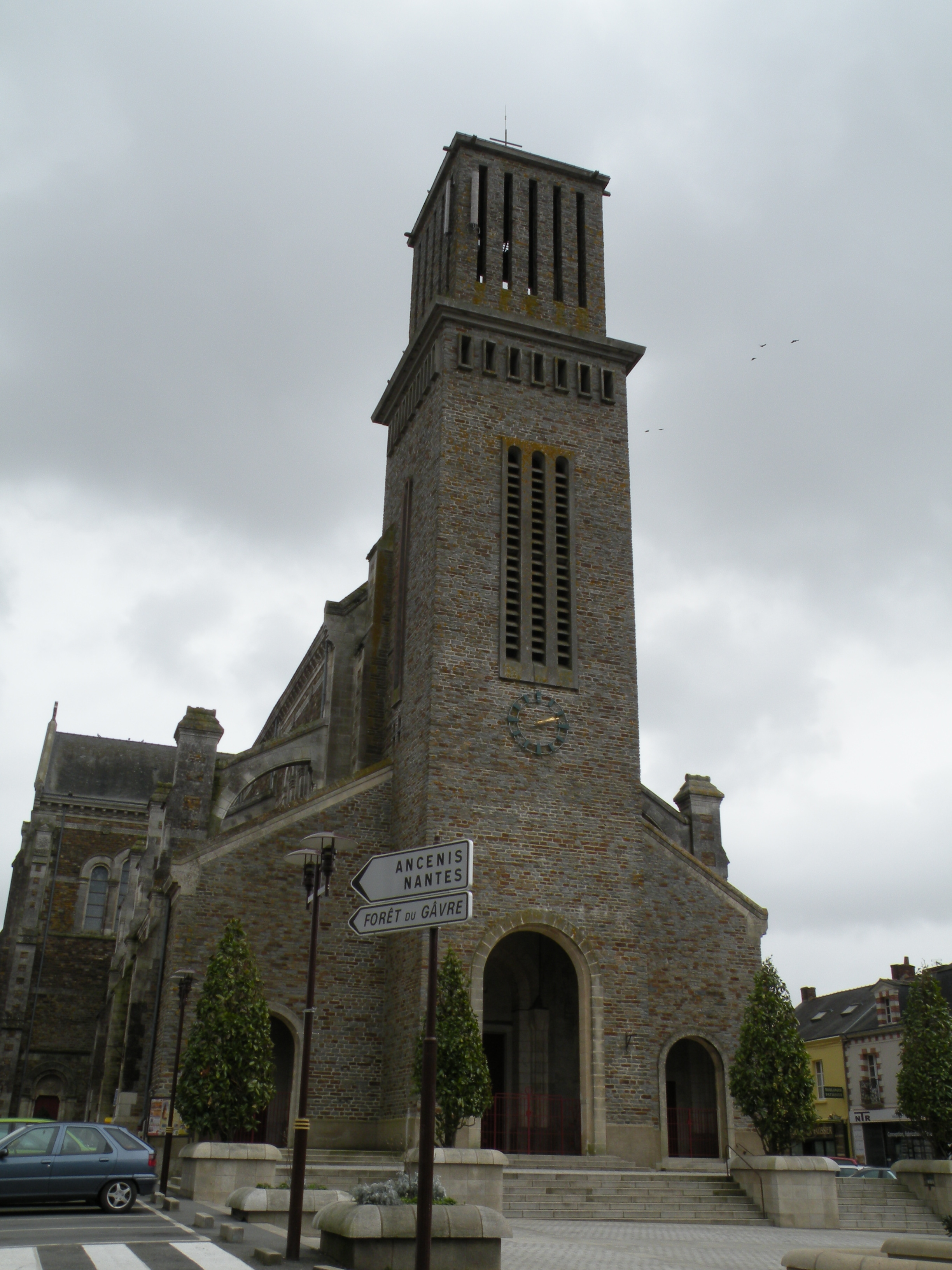
Церковь Святых Эмилия и Лаврентия
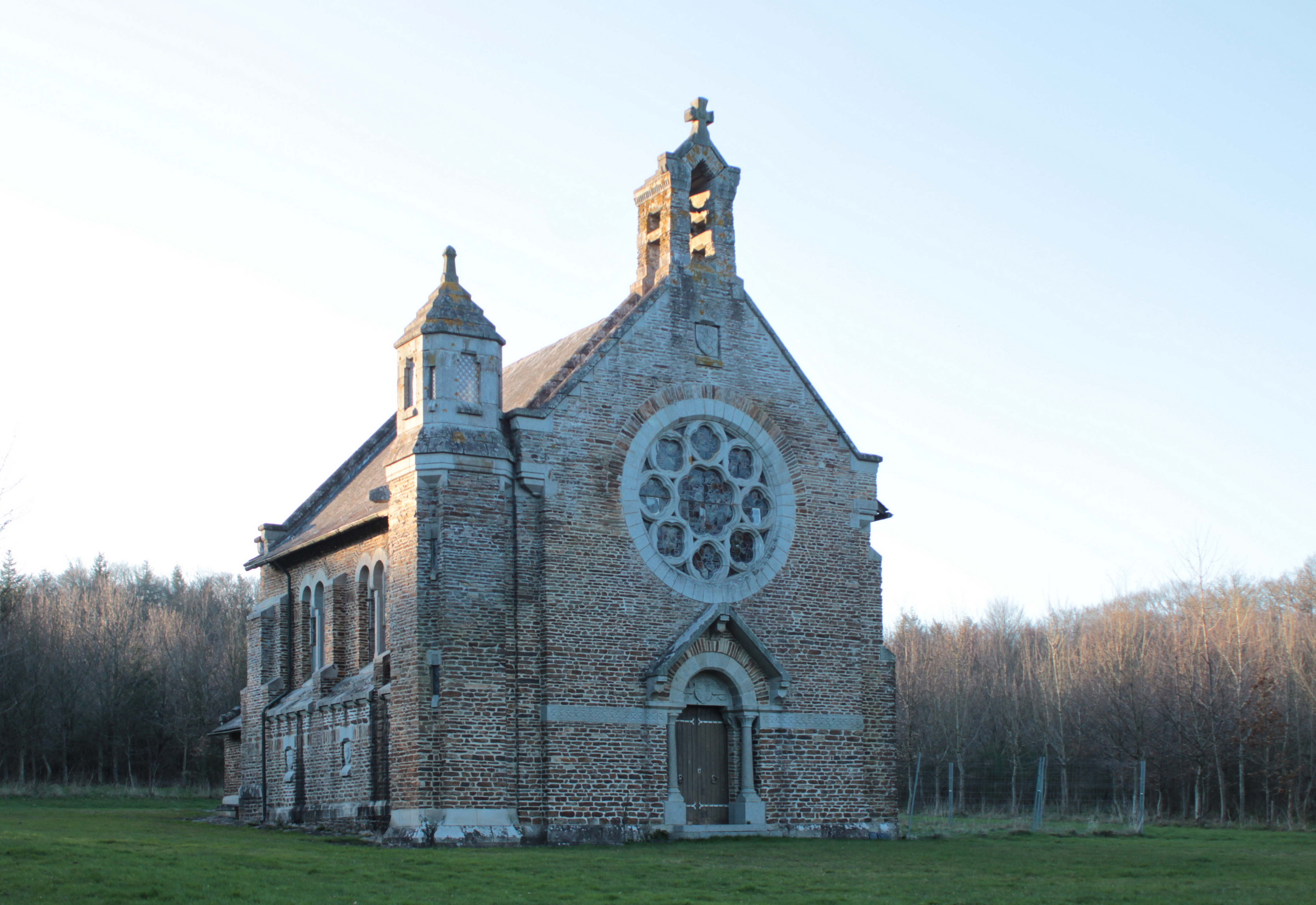
Часовня По-Пьетен